# Staryj Merczyk
Staryj Merczyk (ukr. Старий Мерчик) – osiedle typu miejskiego na Ukrainie, w obwodzie charkowskim, w rejonie bogoduchowskim, w hromadzie Wałky. W 2024 liczyło 1622 mieszkańców.